# Ronald Naslund
Ronald Alan Naslund (né le 28 février 1943 à Minneapolis, dans l'état du Minnesota aux États-Unis) est un joueur américain de hockey sur glace. Lors des Jeux olympiques d'hiver de 1972 à Sapporo, il remporte la médaille d'argent.

## Statistiques en carrière

### En club
| Saison    | Équipe                 | Ligue         |    | Saison régulière | Saison régulière | Saison régulière | Saison régulière | Saison régulière |   | Séries éliminatoires | Séries éliminatoires | Séries éliminatoires | Séries éliminatoires | Séries éliminatoires |
| Saison    | Équipe                 | Ligue         | PJ | B                | A                | Pts              | Pun              | PJ               | B | A                    | Pts                  | Pun                  |                      |                      |
| 1962-1963 | Pioneers de Denver     | NCAA          | 19 | 5                | 7                | 12               | 4                | -                | - | -                    | -                    | -                    |                      |                      |
| 1963-1964 | Pioneers de Denver     | NCAA          | 31 | 9                | 10               | 19               | 2                | -                | - | -                    | -                    | -                    |                      |                      |
| 1964-1965 | Pioneers de Denver     | NCAA          | 28 | 8                | 11               | 19               | 8                | -                | - | -                    | -                    | -                    |                      |                      |
| 1965-1966 | États-Unis             | International |    |                  |                  |                  |                  | -                | - | -                    | -                    | -                    |                      |                      |
| 1966-1967 | U.S. Nationals         | USHL          | 21 | 12               | 9                | 21               | 12               | -                | - | -                    | -                    | -                    |                      |                      |
| 1966-1967 | États-Unis             | International |    |                  |                  |                  |                  | -                | - | -                    | -                    | -                    |                      |                      |
| 1967-1968 | Nationals du Minnesota | USHL          |    | 12               | 6                | 18               | 10               | -                | - | -                    | -                    | -                    |                      |                      |
| 1968-1969 | Mustangs de Rochester  | USHL          |    |                  |                  |                  |                  | -                | - | -                    | -                    | -                    |                      |                      |
| 1971-1972 | États-Unis             | International | 46 | 17               | 20               | 37               | 18               | -                | - | -                    | -                    | -                    |                      |                      |

### En équipe nationale
| Année | Équipe     | Événement            |   | PJ | B | A | Pts | Pun                 |  | Résultat |
| 1966  | États-Unis | Championnat du monde |   |    |   |   |     | 6e place de l'élite |  |          |
| 1967  | États-Unis | Championnat du monde |   |    |   |   |     | 5e place de l'élite |  |          |
| 1969  | États-Unis | Championnat du monde |   |    |   |   |     | 6e place de l'élite |  |          |
| 1972  | États-Unis | Jeux olympiques      | 6 | 1  | 1 | 2 | 2   | Médaille d'argent   |  |          |

## Palmarès
- Médaille d'argent aux Jeux olympiques de Sapporo en 1972